# Paleontological Research
Paleontological Research — научный журнал, издаваемый в Японии с 1997 года и являющийся продолжением журнала Transactions and proceedings of the Paleontological Society of Japan. Основными предметными областями публикуемых статей являются палеонтология и эволюция, а также экология и таксономия. Журнал включён в базу данных Scopus; в 2013 году показатель SJR (SCImago Journal Rank) был равен 0,459. По данным на 2014 год, импакт-фактор журнала составляет 0,625.